# Pont de Godsheide
Le Pont de Godsheide (néerlandais : Godsheide Brug) est un pont à haubans (haubanage en semi-harpe) sur le Canal Albert à Godsheide près de Hasselt en Belgique. Ce pont routier (conçu par Hellmut Homberg) a été construit entre 1977 et 1979.
Il est généralement considéré comme faisant partie des grands travaux inutiles. Le projet qui devait relier Genk à Hasselt par voie rapide en passant par le pont de Godsheide ne vit jamais le jour. Dès lors, le pont ne dessert que la circulation locale.

## Dimensions
- 4 pylônes d'une hauteur de 51,30 mètres en acier.
- portée principale : 210,20 mètres
- longueur totale : 264 mètres

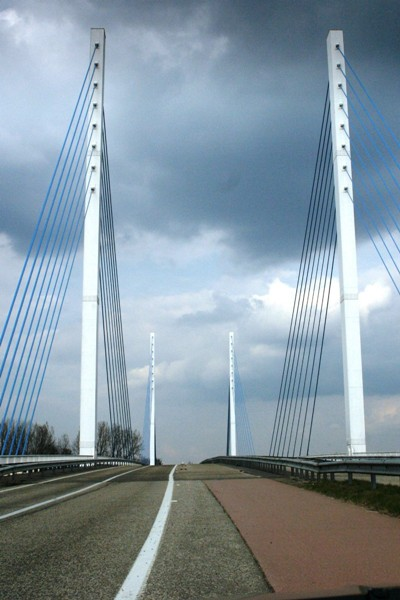
Pont de Godsheide, vue sur le pont
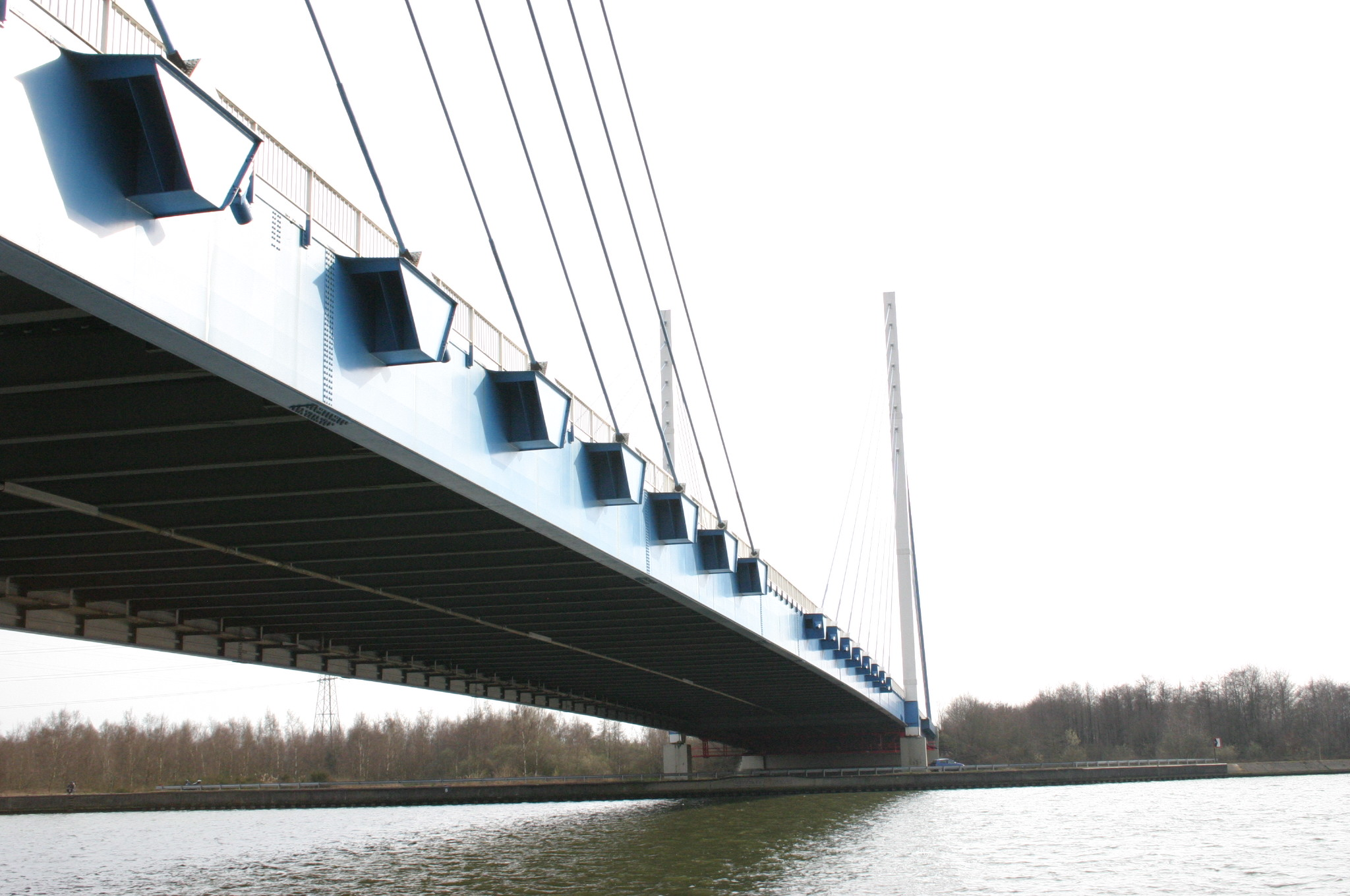
Pont de Godsheide
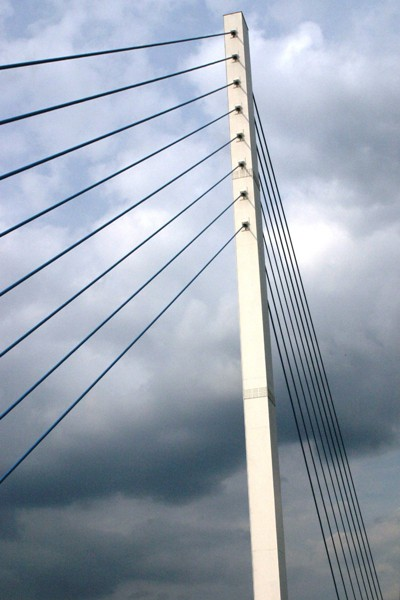
Un pylone et la harpe
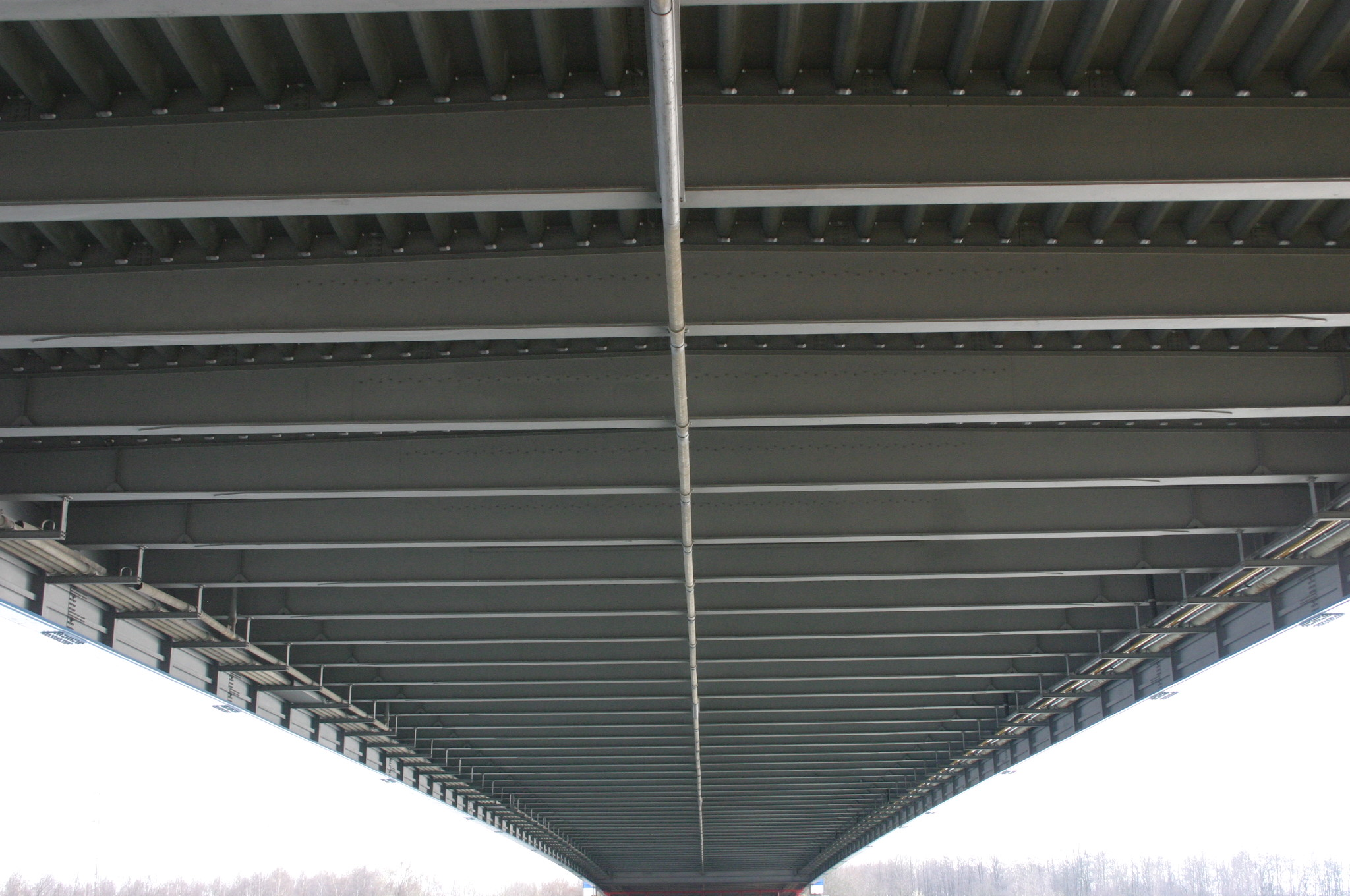
Le tablier du pont
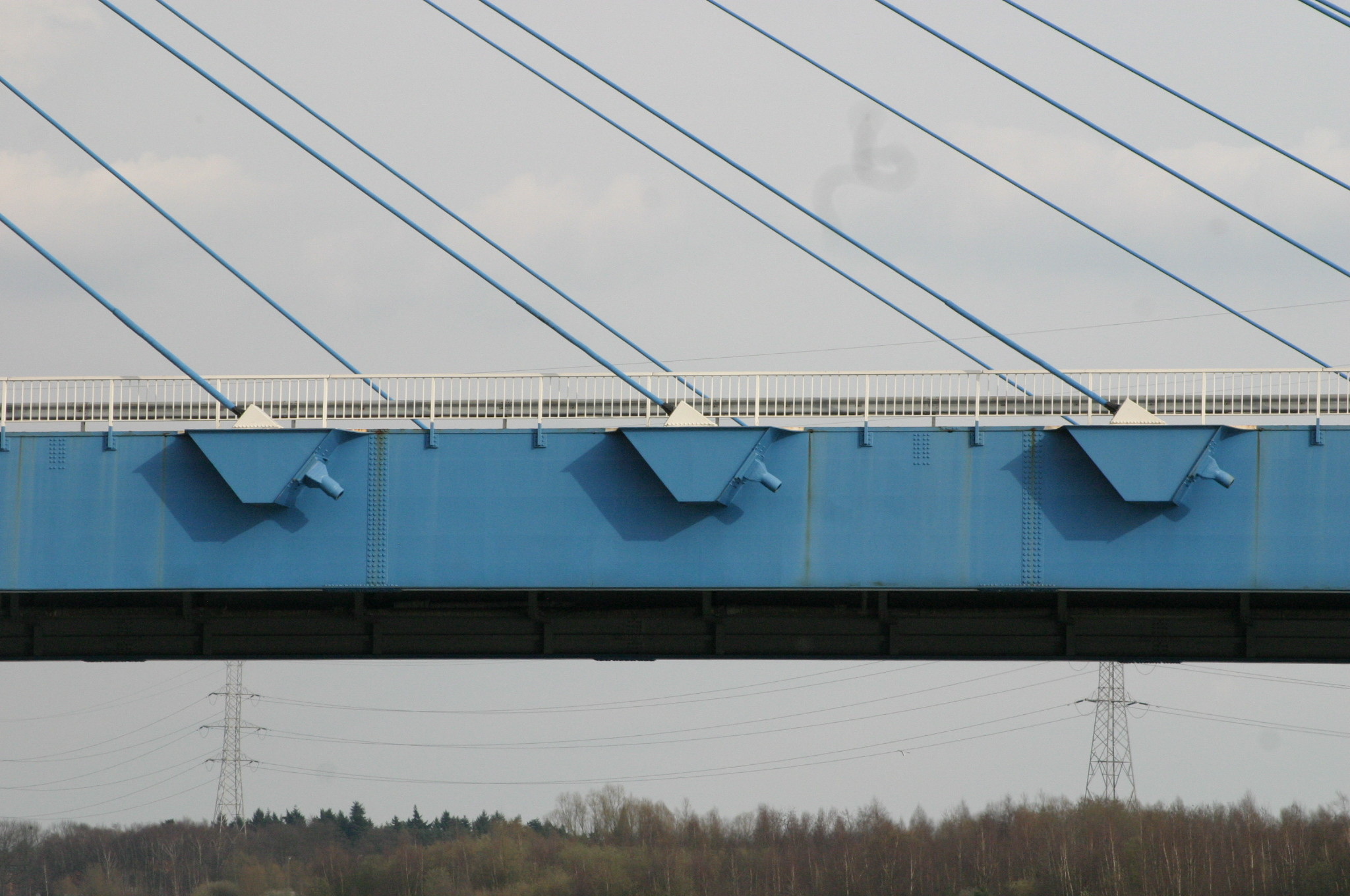
Les ancrages des haubans sur le tablier
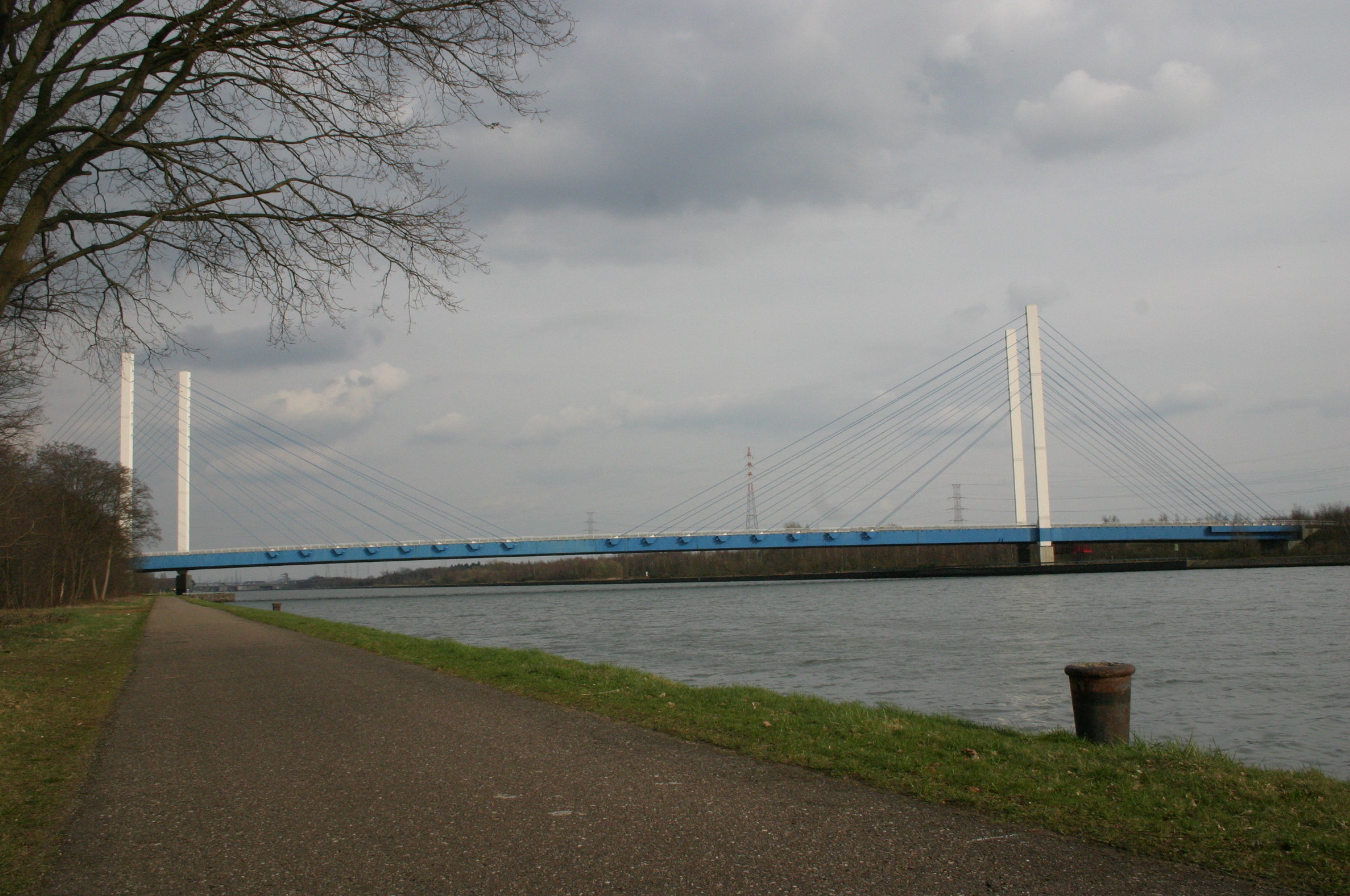
Le pont vu d'en amont
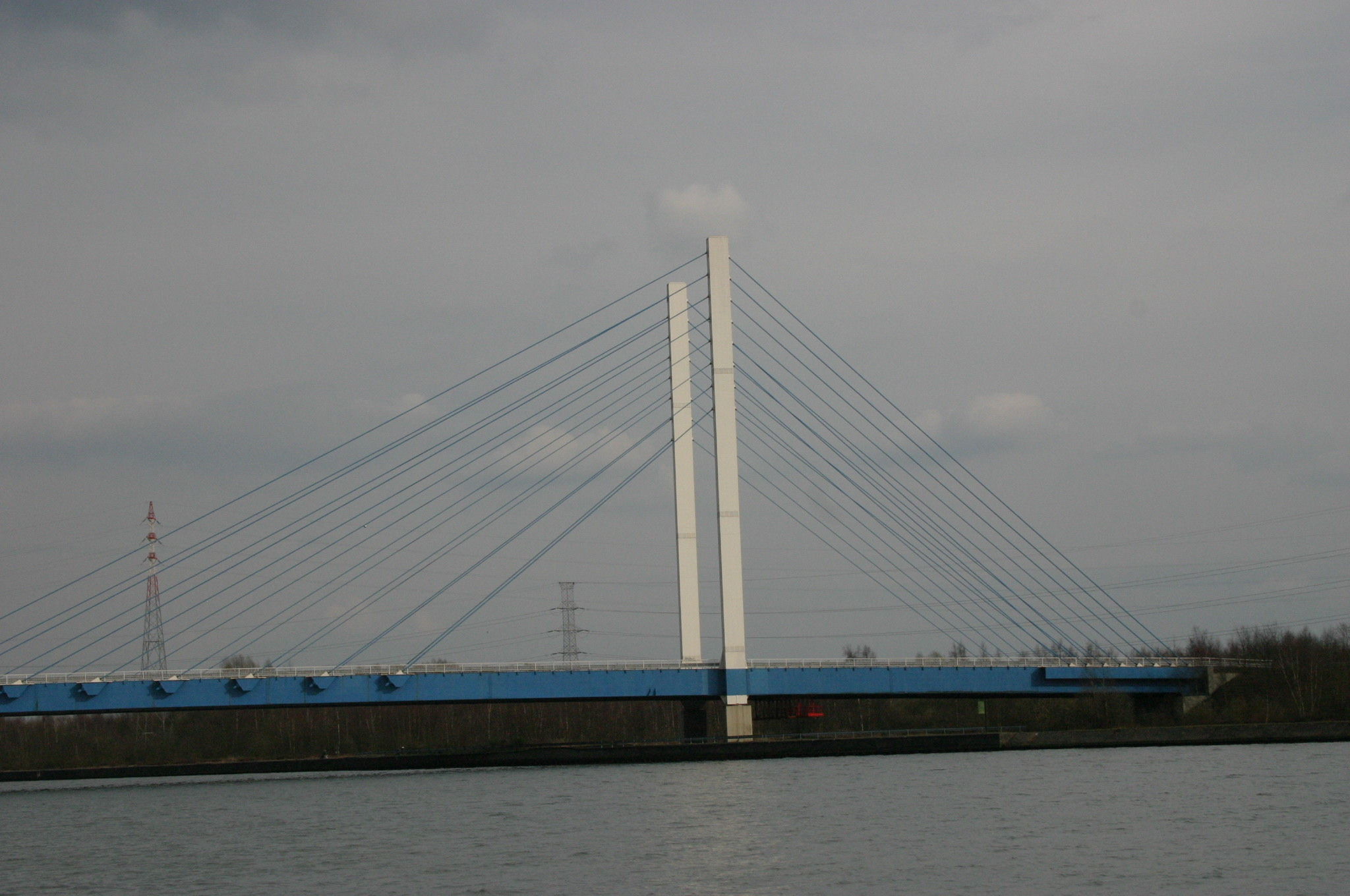
Pylone et harpe vus d'en amont